# Rohard
Rohard, dit Rohard l'Aîné, cité de 1120 à 1165, est vicomte de Jérusalem et châtelain de la Tour de David de 1136 à 1150 puis de 1163 à 1165. 
Il est d'abord promu à ces fonctions par le roi de Jérusalem Foulques V d'Anjou à la suite de la révolte de Hugues II du Puiset-Jaffa. Il aide Foulques V d'Anjou contre son épouse Mélisende de Jérusalem avant de rallier celle-ci et de la soutenir contre son fils Baudouin III de Jérusalem. Il revient en grâce auprès ce dernier avant de servir son frère, Amaury Ier de Jérusalem.

## Biographie
L'origine familiale de Rohard n'est pas connue, mais en tout cas on ne retrouve pas sa trace en Anjou ou dans le Maine. Il est d'abord cité dans des chartes du roi de Jérusalem Baudouin II, pour la première fois en 1120 puis en 1128 et en 1130. Il est à ce moment un petit vassal, qui fait partie de la troupe qui accompagne le roi dans ses déplacements. 

### Vicomte de Jérusalem
À partir de 1136, sous le règne de Mélisende de Jérusalem et de son époux Foulques V d'Anjou, Rohard est attesté en tant que vicomte de Jérusalem,. Il est donc devenu un personnage puissant, un des premiers officiers du royaume de Jérusalem. En tant que vicomte, il lève des impôts et préside la cour des bourgeois de Jérusalem. En plus d'être vicomte, il est également châtelain de la Tour de David, la citadelle de Jérusalem qui contrôle la Porte de Jaffa, l’entrée ouest de la ville. Il semble être le premier à cumuler ces deux postes.
La promotion de Rohard est probablement liée à son rôle dans la révolte de Hugues II du Puiset-Jaffa contre le roi Foulques V d'Anjou. Hugues, vassal puissant, comte de Jaffa est accusé de trahison par son beau-fils Gautier Grenier et une rumeur l'accuse d'être trop proche de la reine Mélisende, sa cousine, que le roi essaye d'écarter du pouvoir. Hugues se révolte et s'allie aux Fatimides, mais il est abandonné par ses vassaux et condamné à l'exil par le roi,.
Selon Guillaume de Tyr, Rohard aurait joué un rôle dans la propagation de la rumeur accusant Hugues du Puiset et Mélisende de relations trop proches, s'attirant ainsi la colère de la reine,. Toutefois, Rohard apparaît parmi les témoins des chartes émises en 1123 et en 1126 par Hugues du Puiset. Deux hypothèses sont possibles. Peut-être Rohard a-t-il d'abord été impliqué dans la révolte de Hugues avant de le trahir ensuite, comme Balian d'Ibelin. Il se peut aussi que Rohard, homme du roi autrefois associé à Hugues, ait attisé la jalousie du roi envers Hugues, lui fournissant un prétexte pour écarter sa femme Mélisende du pouvoir. Quoi qu'il en soit, Rohard est récompensé par l'obtention de la vicomté de Jérusalem, ce qui permet à Foulques de placer un de ses partisans à un poste clé et d'affaiblir ainsi le pouvoir de son épouse, dont on comprend bien alors le ressentiment envers Rohard.

### De Foulques à Mélisende
Après 1136, Rohard apparaît ensuite régulièrement dans les chartes comme vicomte de Jérusalem, jusqu'en 1150. En 1142, le roi envoie Rohard en ambassade auprès de l'empereur byzantin Jean II Comnène, avec l'évêque de Bethléem et l'abbé du Temple, qui parle grec,. Le roi Foulques V d'Anjou meurt en 1143 et Mélisende exerce alors le pouvoir, d'abord comme régente pour son fils mineur Baudouin III et même après la majorité de celui-ci. De façon apparemment surprenante, Rohard change alors de camp : il figure parmi les soutiens les plus fermes de la reine,. En fait, Rohard n'a guère le choix, Mélisende exerçant le pouvoir. De plus, ses possessions personnelles se situant autour de Jérusalem, il a intérêt à la soutenir, tandis qu'elle a besoin de lui,.
En 1150-1151, un certain Bencellinus apparaît dans trois chartes comme vicomte de Jérusalem,. Selon Florian Besson, il s'agit possiblement du même homme que Rohard. En 1151, Rohard est remplacé comme vicomte de Jérusalem par un certain Raoul Strabo. En échange, Rohard obtient très probablement la seigneurie de Naplouse, accordée par Mélisende qui tente ainsi de se constituer un réseau de vassaux. Du point de vue de Rohard, la possession d'une terre donne une puissance plus assise qu'occuper un office, révocable. De plus, il est probable que le Raoul Strabo qui remplace Rohard comme vicomte de Jérusalem est en fait son neveu.
Baudouin III de Jérusalem finit par assiéger sa mère réfugiée dans la Tour de David dont Rohard est le châtelain. Elle se rend, promet d'abandonner toute influence politique et s'installe à Naplouse,. Raoul, le neveu de Rohard, est démis de ses fonctions de vicomte de Jérusalem et on retrouve Rohard parmi les fidèles de Mélisende à Naplouse, où il est cité entre 1155 et 1160,.

### De Baudouin III à AmauryIer
En 1159, Rohard n'apparaît pas dans une charte de Mélisende qui concerne des terres dont il s’est occupé en tant que vicomte. Il semble donc qu'il n'est plus à Naplouse. L'année suivante, il souscrit une charte du roi Baudouin III de Jérusalem et son neveu Raoul Strabo est présent à Jérusalem dès 1158. Peut-être est-ce par son intermédiaire que Rohard réussit à négocier son retour en grâce auprès du roi.
L'avènement d'Amaury Ier de Jérusalem, frère de Baudouin III, voit un nouveau rebondissement : l'année suivante, en 1163, Rohard est de nouveau attesté dans une charte comme vicomte de Jérusalem et châtelain de la Tour de David, fonctions qu'il garde jusqu'à la dernière charte où il est attesté, en 1165.
Grâce à son habileté politique, Rohard, personnage assez mineur, a su rester à l'ombre du pouvoir royal pendant plus de trente ans, en changeant plusieurs fois de camp, en fonction de ses intérêts. Plusieurs chartes attestent que Rohard possède un patrimoine foncier autour de Jérusalem,.

### Famille
Rohard épouse Gila, citée en 1141 mais morte avant 1152. Ils ont deux fils, Rohard et Balian, probablement nés vers 1140. En 1175, une charte cite une fille de Rohard le jeune, Stéphanie. Les noms de ces deux fils et de la petite-fille de Rohard incitent à postuler un lien de parenté avec la famille de Milly ou avec la famille d'Ibelin, mais on n'en a pas de preuve,. Une autre charte de la même année mentionne un certain Roger, abbé du Temple, cité en 1180 comme fils de Rohard, sans doute le vicomte de Jérusalem (et non son fils homonyme) qui aurait donc trois fils.
Rohard le jeune succède à son père comme châtelain de Jérusalem mais pas comme vicomte. Il est cité comme châtelain en 1169. Quand Miles de Plancy exerce le pouvoir en 1174 à la suite de la mort d'Amaury Ier de Jérusalem, Rohard le soutient, mais après l'assassinat de Miles de Plancy en octobre 1174, Rohard le jeune réussit à conserver son poste de châtelain, dans lequel il est cité jusqu'en 1177.
Son frère Balian lui succède comme châtelain en 1178 avant de devenir, en 1185, chambellan du roi Baudouin V de Jérusalem, un autre office important. Les Rohard forment donc une famille d'officiers au service de six rois différents, de 1120 à 1185.